# Kodeks 0154
Kodeks 0154 (Gregory-Aland no. 0154) – grecki kodeks uncjalny Nowego Testamentu na pergaminie, paleograficznie datowany na IX wiek. Nieznane jest obecne miejsce przechowywania rękopisu.

## Opis
Do dziś zachowała się jedna karta kodeksu (27 na 21 cm) z tekstem Ewangelii Marka (10,35-46; 11,17-28).
Tekst pisany jest dwoma kolumnami na stronę, w 22 linijkach w kolumnie.

## Tekst
Kurt Aland nie zaklasyfikował tekstu kodeksu do żadnej kategorii.

## Historia
Kodeks datowany jest na IX wiek.
Rękopis był widziany w Kubbat al-Chazna, w Damaszku, obecne miejsce jego przechowywania jest nieznane.